# Kōtoku Shūsui

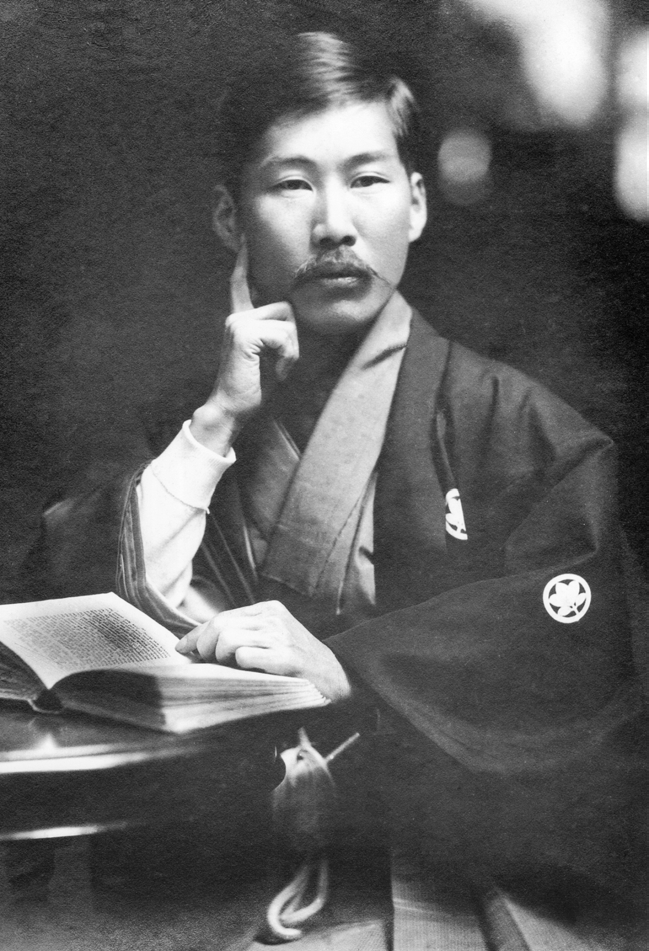
Kōtoku Shūsui

Kōtoku Shūsui (jap. 幸徳 秋水; eigentlich 幸徳 傳次郎, Kōtoku Denjirō; * 5. November oder 23. September 1871 in Nakamura; † 24. Januar 1911) war Sozialist und Anarchist und spielte eine führende Rolle bei der Verbreitung des Anarchismus in Japan im frühen 20. Jahrhundert. Er übersetzte die Werke zeitgenössischer europäischer und russischer Anarchisten wie Kropotkin ins Japanische. Er war radikaler Journalist und wird häufig als anarchistischer Märtyrer bezeichnet, da er wegen Verrats von der japanischen Regierung hingerichtet wurde.

## Leben

### Sozialistische Jahre und Haft

Heimin Shimbun 1903 (Ausriss)

Heimin Shimbun 1904 mit Porträts von Marx und Engels

Kōtoku ging in seinen mittleren Teenagerjahren von seinem Geburtsort Nakamura (heute Shimanto) in der Präfektur Kōchi nach Tokio und wurde dort 1893 Journalist. Ab 1898 war er Kolumnist der Yorozu Chōhō (萬朝報), einer der radikaleren Tageszeitungen dieser Zeit.
1901 war er neben Abe Isoo, Sen Katayama, Kawakami Kiyoshi, Kinoshita Naoe und Nishikawa Kōjirō Mitbegründer der rasch wieder verbotenen Shakai Minshutō (Sozialistische Volkspartei).
Als die Yorozu Chōhō 1903 einen kriegsunterstützenden Standpunkt im Russisch-Japanischen Krieg einnahm, gab er seine Stelle auf. Im folgenden Monat gründete er zusammen mit seinem Kollegen Sakai Toshihiko aus der „Bürgergesellschaft“ (平民社, heiminsha) heraus die „Bürgerzeitung“ (平民新聞, Heimin Shimbun). Die Antikriegshaltung brachte die Herausgeber wiederholt in Schwierigkeiten mit der Regierung, und Kōtoku verbüßte deswegen unter dem Vorwand der Missachtung der staatlichen Pressegesetze von Februar bis Juli 1905 eine fünfmonatige Haftstrafe.

### Amerika und anarchistischer Einfluss
1901, als Kōtoku mit Sakai die Japanische Sozialdemokratische Partei zu gründen versuchte, war er kein Anarchist, sondern pazifistischer Sozialdemokrat und unterstützte demokratische Wahlen. Sakai und Kōtoku übersetzten in der „Bürgerzeitung“ das Kommunistische Manifest und waren damit die ersten, die ein Marxsches Werk ins Japanische übersetzten. Seine politische Einstellung begann sich erst in eine libertäre Richtung zu ändern, nachdem er Kropotkins Werk Landwirtschaft, Industrie und Handwerk im Gefängnis gelesen hatte. In eigenen Worten „ging er als marxistischer Sozialist [ins Gefängnis] und kam als radikaler Anarchist zurück“.
Im November 1905 reiste Kōtoku in die Vereinigten Staaten, um den Kaiser von Japan offen kritisieren zu können, den er als Dreh- und Angelpunkt des Kapitalismus in Japan sah. Während seiner Zeit in den USA wurde Kōtoku mit der Philosophie des anarchistischen Kommunismus und dem europäischen Syndikalismus stärker vertraut gemacht. Er hatte Kropotkins Memoiren eines Revolutionärs als Lesematerial für seine pazifische Reise mitgenommen; nachdem er in Kalifornien angekommen war, begann er eine Korrespondenz mit dem russischen Anarchisten und hatte 1909 Die Eroberung des Brotes vom Englischen ins Japanische übersetzt. Eintausend Kopien seiner Übersetzung wurden im März dieses Jahres in Japan hergestellt und an Studenten und Arbeiter vertrieben.

### Rückkehr nach Japan
Bei Kōtokus Rückkehr nach Japan am 28. Juni 1906 wurde ein öffentliches Treffen abgehalten, um ihn willkommen zu heißen. Auf diesem Treffen sprach er über „die Gezeiten der revolutionären Bewegung der Welt“, die gegen die Politik des Parlamentarismus flössen, womit er auch die Parteipolitik des Marxismus meinte, und hob den Generalstreik als „das Mittel der künftigen Revolution“ hervor. Dies war ein anarchosyndikalistischer Blickwinkel und zeigte den amerikanischen Einfluss klar, da zu dieser Zeit der Anarchosyndikalismus in den USA an Verbreitung gewann, etwa mit der Gründung der Industrial Workers of the World.
Er schrieb mehrere Artikel, wovon der bekannteste „Die Änderung in meinem Denken (Über allgemeines Wahlrecht)“ war. In diesen Artikeln propagierte Kōtoku Direkte Aktion statt politischer Ziele wie Allgemeines Wahlrecht, was für viele seiner Genossen ein Schock war und eine Spaltung zwischen Anarchokommunisten und Sozialdemokraten der japanischen Arbeiterbewegung mit sich brachte. Die Spaltung wurde deutlich, als er 1907 die „Bürgerzeitung“ wieder herausbrachte, die zwei Monate später durch zwei Zeitungen ersetzt wurde: die sozialdemokratischen Zeitung „Soziale Nachrichten“ und die „Bürgerzeitung Ōsaka“ (大阪平民新聞, Ōsaka heimin shimbun), die aus anarchistischer Perspektive für direkte Aktion plädierte.
Obwohl die meisten Anarchisten gewaltfreie Mittel wie Verbreitung von Propaganda bevorzugten, wandten sich viele in dieser Zeit theoretisch dem Terrorismus zu als Mittel zur Erreichung von Revolution und anarchistischem Kommunismus, zumindest aber zur Schwächung von Staat und Autorität. Staatliche Repression gegen Publikationen und Organisationen wie der Sozialistischen Partei und das „Gesetz über öffentliche Friedenspolitik“, das effektiv die Gründung von Gewerkschaften verhinderte, waren zwei Faktoren, die diesen Trend beförderten. Der einzige Vorfall betraf die Verhaftung von vier Anarchisten, die Material zum Basteln von Bomben besaßen. Obwohl kein Anschlag verübt wurde und nur vier Personen an der Planung beteiligt waren, wurden 26 Anarchisten am 18. Januar 1911 als Mitglieder einer Verschwörung zur Ermordung Kaiser Meijis von einem Geheimgericht verurteilt. Kōtoku wurde mit zehn weiteren, darunter der Zen-Abt Uchiyama Gudō, am 24. Januar 1911 erhängt. Die einzige Frau, Kōtokus Geliebte, die Journalistin und Feministin Kanno Sugako, wurde am folgenden Tag hingerichtet, als es dunkel geworden war. Dieser Vorfall wurde als Hochverratsaffäre – auch Kōtoku-Affäre genannt – bekannt.